# Вустерський політехнічний інститут
Вустерський політехнічний інститут (ВПІ) (англ. Worcester Polytechnic Institute (WPI)) — приватний дослідницький університет у Вустері, штат Массачусетс. Заснований у 1865 році, ВПІ був одним із перших інженерно-технологічних університетів Сполучених Штатів і зараз має 14 академічних факультетів із понад 50 програмами бакалаврату та магістратури в галузі науки, техніки, технологій, менеджменту, соціальних наук, гуманітарних наук і мистецтва. ВПІ присуджує бакалавра, магістра та доктора філософії — ступені завершення цих програм. Він класифікується як «R2: Докторські університети — висока дослідницька діяльність» англ. High Research Activity (R2)..

## Кампус
Кампус ВПІ розміщений у міському середовищі в другому за величиною місті Нової Англії. Головний корпус на горбі Бойнтона (Boynton Hill), окрім прилеглого району, який містить ресторани та крамниці на вулиці Гайленд (Highland Street) повністю належить приватним особам, не має загороджень і не перетинається дорогами загального користування. Колишня лабораторія для електромагнітних досліджень, «Гробниця черепа» (Skull Tomb) була побудована повністю без чорних металів. Через кілька років після будівництва у Вустері були побудовані електрифіковані тролейбусні лінії, що призвело до того, що лабораторія стала непотрібною. Певний час вона служила як місце для дослідження ракетного палива Роберта Ґоддарда, оскільки будівля відносно ізольована від інших будівель у кампусі, а дослідження Годдарда раніше призводили до вибухів. Після того, як будівля отримала нинішню назву «Гробниця черепа», таємне товариство пошани успадкувало будівлю. Будівля була реконструйована в 2004 році.

## Відомі випускники
- Роберт Ґоддард (1882—1945)- американський фізик і інженер, один з піонерів ракетної техніки.
- Річард Тревіс Віткомб (1921-2009) - американський авіаційний інженер, відомий своїм внеском у науку аеродинаміки.
- Дін Кеймен (нар.1951)- американський винахідник, президент науково-дослідницької компанії DEKA[en], автор ідеї самоката на гіроскопах Сеґвей.